# Avenida José de la Riva-Agüero
La avenida José de la Riva-Agüero, más conocida simplemente como avenida Riva Agüero, es una de las principales avenidas de la ciudad de Lima, y una de las más importantes del distrito de El Agustino. Se extiende de suroeste a noreste, en los distritos de Lima y El Agustino. Su trazo es continuado por la avenida José Carlos Mariátegui.

## Recorrido
Se inicia en la avenida Nicolás Ayllón, en la urbanización Manzanilla, en el distrito de Lima. Al pasar el cruce con el jirón Junín, la vía se adentra en el distrito de El Agustino. Más adelante, la vía pasa por la Municipalidad de El Agustino. Finalmente, la avenida desemboca en la intersección con el jirón Áncash - avenida César Vallejo, cuyo punto es conocido como el óvalo La Paz. Su trazo es continuado por la avenida José Carlos Mariátegui.